# Gaedeodes
Gaedeodes är ett släkte av fjärilar. Gaedeodes ingår i familjen nattflyn.
Kladogram enligt Catalogue of Life:
| Gaedeodes | \| \| Gaedeodes collenettei \| \| \| \| \| \| Gaedeodes testacea \| \| \| \| |
|           | \| \| Gaedeodes collenettei \| \| \| \| \| \| Gaedeodes testacea \| \| \| \| |
|           | Gaedeodes collenettei                                                        |
|           |                                                                              |
|           | Gaedeodes testacea                                                           |
|           |                                                                              |